# Briefmarken-Ausgaben für das Generalgouvernement 1939
Die Briefmarken-Ausgaben für das Generalgouvernement 1939 wurden von der Deutschen Reichspost für das am 26. Oktober 1939 errichtete Generalgouvernement herausgegeben. Da dies die ersten Marken waren, überdruckte man die Reichspostbriefmarkendauerserie Hindenburg-Medaillon.

## Liste der Ausgaben und Motive
Legende
- Bild: Eine bearbeitete Abbildung der genannten Marke. Das Verhältnis der Größe der Briefmarken zueinander ist in diesem Artikel annähernd maßstabsgerecht dargestellt. Sollten keine Marken abgebildet sein, liegt es daran, dass das Urheberrecht des Künstlers noch nicht erloschen ist.
- Beschreibung: Eine Kurzbeschreibung des Motivs und/oder des Ausgabegrundes. Bei ausgegebenen Serien oder Blocks werden die zusammengehörigen Beschreibungen mit einer Markierung versehen eingerückt.
- Wert: Der Frankaturwert der einzelnen Marke in Groszy. Ein „+“ bedeutet, dass es sich um eine Zuschlagsmarke handelt (= Frankaturwert + Spende).
- Ausgabedatum: Das Datum des erstmaligen Verkaufs dieser Briefmarke.
- Gültig bis: Das Datum, an dem die Gültigkeit endete.
- Auflage: Soweit bekannt, wird hier die zum Verkauf angebotene Anzahl dieser Ausgabe angegeben.
- Entwurf: Soweit bekannt, wird hier angegeben, von wem der Entwurf dieser Marke stammt.
- Mi.-Nr.: Diese Briefmarke wird im Michel-Katalog unter der entsprechenden Nummer gelistet.

| Dauermarken | |                |                  |                    |           |            |       |
| Bild        | Beschreibung | Wert in Groszy | Ausgabe- datum   | gültig bis         | Auflage   | Entwurf    | MiNr. |
|             | Hindenburg-Medaillon - Aufdruck einer neuen Wertstufe in Groszy (Groschen) und dem Zusatz Deutsche Post OSTEN. Alle neuen Aufdruckwerte waren im Verhältnis 2 Groschen zu 1 Pfennig. | 6              | 1. Dezember 1939 | 30. September 1940 | unbekannt | Karl Goetz | 1     |
|             | | 8              | 1. Dezember 1939 | 30. September 1940 | unbekannt | Karl Goetz | 2     |
|             | | 12             | 1. Dezember 1939 | 30. September 1940 | unbekannt | Karl Goetz | 3     |
|             | | 16             | 1. Dezember 1939 | 30. September 1940 | unbekannt | Karl Goetz | 4     |
|             | | 20             | 1. Dezember 1939 | 30. September 1940 | unbekannt | Karl Goetz | 5     |
|             | | 24             | 1. Dezember 1939 | 30. September 1940 | unbekannt | Karl Goetz | 6     |
|             | | 30             | 1. Dezember 1939 | 30. September 1940 | unbekannt | Karl Goetz | 7     |
|             | | 40             | 1. Dezember 1939 | 30. September 1940 | unbekannt | Karl Goetz | 8     |
|             | | 50             | 1. Dezember 1939 | 30. September 1940 | unbekannt | Karl Goetz | 9     |
|             | | 60             | 1. Dezember 1939 | 30. September 1940 | unbekannt | Karl Goetz | 10    |
|             | | 80             | 1. Dezember 1939 | 30. September 1940 | unbekannt | Karl Goetz | 11    |
|             | | 1 Złoty        | 1. Dezember 1939 | 30. September 1940 | unbekannt | Karl Goetz | 12    |
|             | | 2 Złoty        | 1. Dezember 1939 | 30. September 1940 | unbekannt | Karl Goetz | 13    |